# Івня (смт)
І́вня (рос. Ивня) — селище міського типу, центр Івнянського району Бєлгородської області, Росія.
Населення селища становить 8 869 осіб (2008; 7 725 в 2002), в основному росіяни та українці.

## Географія
Селище розташоване у верхів'ях річки Івня, лівій притоці річки Псел.

## Історія
Вперше селище згадується в 1762 році. В 1852 році — це маєток В. М. Карамзіна, сина Карамзіна М. М.. Після його смерті переходить до графа К. П. Клейнміхеля. Нині в садибі графа розташований санаторій. Статус смт Івня отримала в 1971 році.

## Економіка
В селищі працювали цукровий та маслоробний заводи. Діє протитуберкульозний санаторій.

## Видатні місця
- Садиба графа Клейнміхеля